# Horst Stechbarth

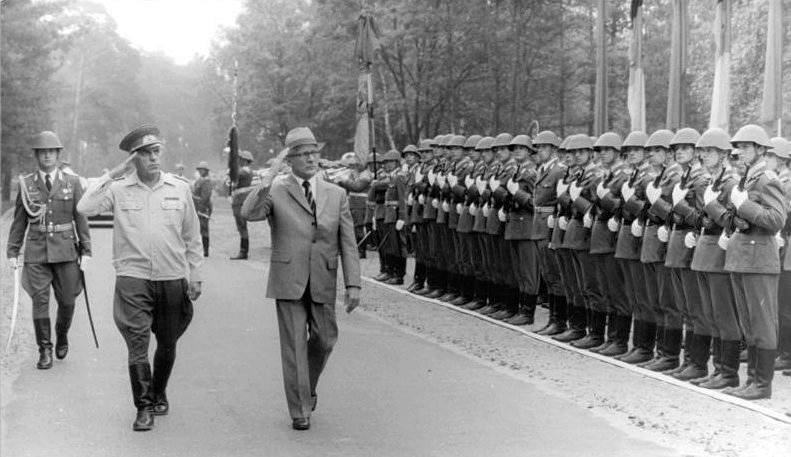
Stechbarth und Erich Honecker bei einem Truppenbesuch bei den Landstreitkräften der NVA (1984)

Horst Stechbarth (* 13. April 1925 in Tzschecheln; † 8. Juni 2016 in der Gemeinde Schwielowsee) war von 1972 bis 1989 Stellvertreter des Ministers für Nationale Verteidigung im Ministerrat der DDR, Generaloberst und Chef der Landstreitkräfte der NVA.

## Lebenslauf

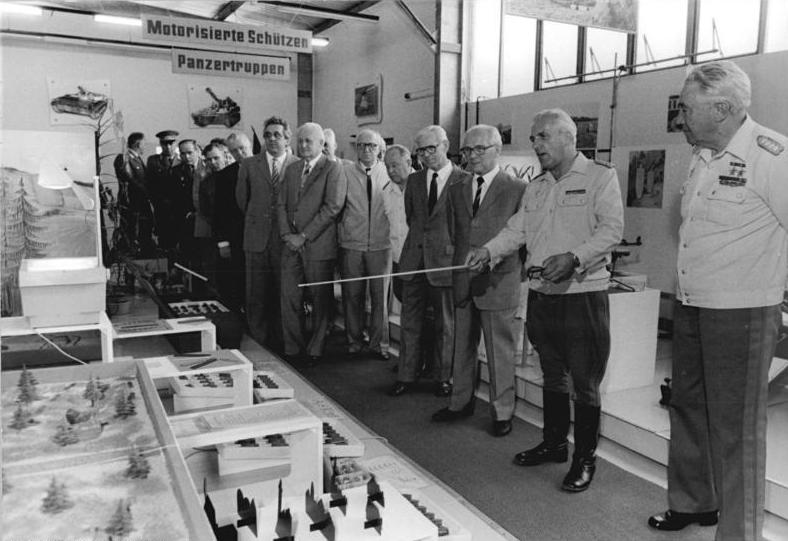
Generaloberst Horst Stechbarth, Chef der Landstreitkräfte, bei einem Truppenbesuch mit Erich Honecker (1984)

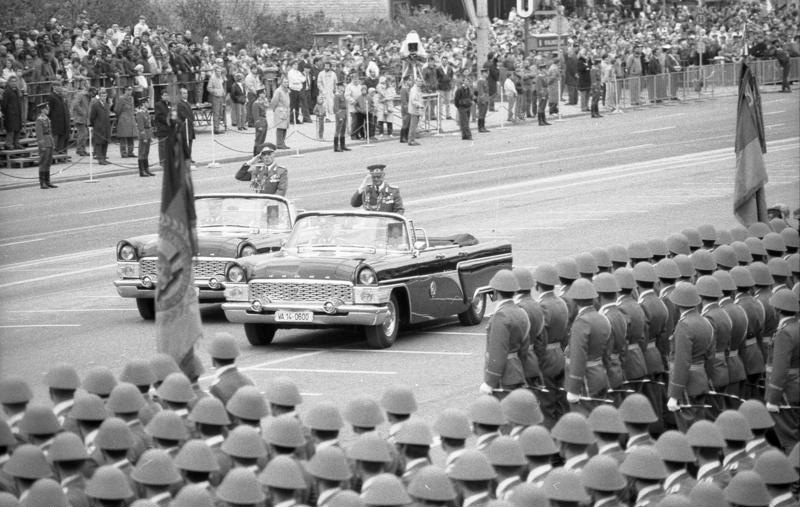
Die Generale Stechbarth (links) und Keßler (rechts) in ihren Paradefahrzeugen GAZ-13 Tschaika bei der Parade der NVA zum 39. Jahrestag der DDR (1988)

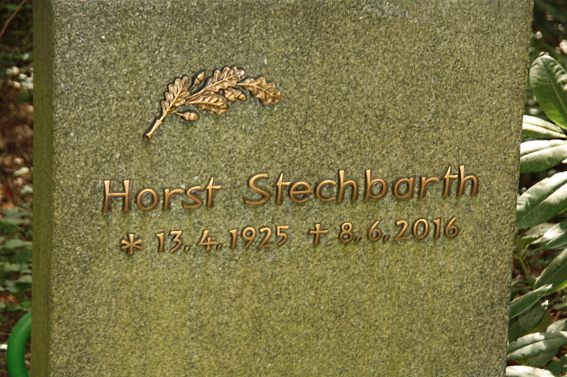
Grab auf dem Südwestkirchhof Stahnsdorf

Als Sohn eines Landwirts wurde er in Tzschecheln, Kreis Sorau, geboren und erlernte den Beruf eines Landwirtschaftsgehilfen. In diesem Beruf arbeitete Stechbarth von 1939 bis 1943.
Am 31. Dezember 1942 beantragte Stechbarth die Aufnahme in die NSDAP und wurde zum 20. April 1943 aufgenommen (Mitgliedsnummer 9.504.899). Er wurde 1943 zum Reichsarbeitsdienst einberufen, diente von 1943 bis 1945 als Panzergrenadier in der 3. Panzer-Division und ging als Unteroffizier von 1945 bis 1948 in sowjetische Kriegsgefangenschaft. Nach der Entlassung arbeitete Horst Stechbarth als Landarbeiter.
Am 1. März 1949 trat er in die kasernierten Bereitschaften der „Hauptabteilung Grenzpolizei und Bereitschaften“ (HA GP/B) der „Deutschen Verwaltung des Innern“ (DVdI) ein. Im selben Jahr wurde er Mitglied der FDJ und 1951 Mitglied der SED. Stechbarth diente sich vom Gruppenführer bis zum Kommandeur der KVP-Bereitschaft Eggesin hoch. In den Jahren 1954 bis 1955 war er Offiziershörer an der Hochschule für Offiziere, anschließend Stellvertreter und dann Kommandeur der 1. Mot.Schützen-Division in Potsdam. Von 1959 bis 1961 absolvierte Stechbarth ein Studium an der Generalstabsakademie der UdSSR. Als Generalmajor war er von 1964 bis 1967 Chef des Militärbezirkes V (Neubrandenburg) der Landstreitkräfte. Nach seiner Beförderung zum Generalleutnant am 2. November 1970 war Stechbarth von 1972 bis 1989 Stellvertreter des Ministers und Chef Kommando Landstreitkräfte der NVA. In dieser Zeit wurde er anlässlich des 20. Jahrestages der NVA am 1. März 1976 zum Generaloberst befördert. Von 1976 bis 1989 gehörte Stechbarth dem Zentralkomitee der SED an, zunächst als Kandidat und ab 1978 als Mitglied.
Am 31. Dezember 1989 ging Horst Stechbarth ebenso wie Wolfgang Reinhold und Horst Brünner in den Ruhestand. Dies war aufgrund von Stechbarths Alter bereits seit Längerem geplant und stand nicht im Zusammenhang mit den Ereignissen der Wende und friedlichen Revolution in der DDR.
Als Chef der Landstreitkräfte kommandierte Stechbarth bis 1989 die alljährliche Ehrenparade auf der Karl-Marx-Allee in Berlin anlässlich des Feiertages der Gründung der Deutschen Demokratischen Republik am 7. Oktober.
Stechbarth starb 2016 in seinem brandenburgischen Wohnort Schwielowsee. Sein Grab befindet sich auf dem Südwestkirchhof Stahnsdorf.

## Auszeichnungen
- 1969 Vaterländischer Verdienstorden in Silber
- 1976 Vaterländischer Verdienstorden in Gold
- 1979 Ehrentitel Verdienter Angehöriger der Nationalen Volksarmee
- 1981 Scharnhorst-Orden
- 1984 Karl-Marx-Orden

## Publikationen
- Horst Stechbarth: Soldat im Osten. Erinnerungen und Erlebnisse aus fünf Jahrzehnten. Edition Stadt und Buch, Hüllhorst 2006, ISBN 3-92062-110-7.